# Ланге, Густав (композитор)
Гу́став Ла́нге (нем. Gustav Lange; 13 августа 1830, Шверштедт — 20 июля 1889, Вернигероде) — немецкий пианист и композитор.
Учился игре на органе и фортепиано у своего отца, затем в Эрфуртской консерватории. Его учителями были Август Вильгельм Бах, Эдуард Грель и Альберт Лёшхорн.
В 1860-е годы приобрёл популярность как автор и исполнитель салонной клавирной музыки. Оставил около 500 собственных композиций — фантазий, полонезов, маршей и т. п., а также транскрипции сочинений Вольфганга Амадея Моцарта, Феликса Мендельсона, Антона Рубинштейна и других авторов. Как отмечал ещё при жизни автора Дж. Д. Браун, «многие из этих пьес весьма приятны и милы, но не отмечены никакими заметными качествами».